# Kristina Ranudd
Kristina Ranudd, née le 14 octobre 1962 à Uppsala, est une coureuse cycliste suédoise.

## Palmarès
- 1977
  -  Championne de Suède sur route juniors
  -  Championne de Suède du contre-la-montre juniors
- 1978
  -  Championne de Suède sur route
  - GP Skandinavie
  - 3e du championnat de Suède du contre-la-montre
- 1980
  - 3e du championnat de Suède sur route
  - 3e du championnat de Suède du contre-la-montre
- 1983
  -  Championne de Suède sur route
  - 3e du championnat de Suède du contre-la-montre
  - 3e du GP Skandinavie
- 1984
  -  Championne de Suède en contre-la-montre par équipes
  - GP Skandinavie contre-la-montre par équipes
  - 15e de la course en ligne des Jeux olympiques à Los Angeles
- 1985
  -  Championne de Suède en contre-la-montre par équipes